# 平和の家
平和の家（へいわのいえ、朝鮮語: 평화의 집 / 平和의 집、ピョンワイ チプ）は、大韓民国京畿道坡州市の共同警備区域内に位置する会議場である。
1989年竣工。地上3階、地下1階建てで、大小の会議室、控室、記者室などからなる。2018年南北首脳会談、2019年6月米朝首脳会談の会場として用いられた。

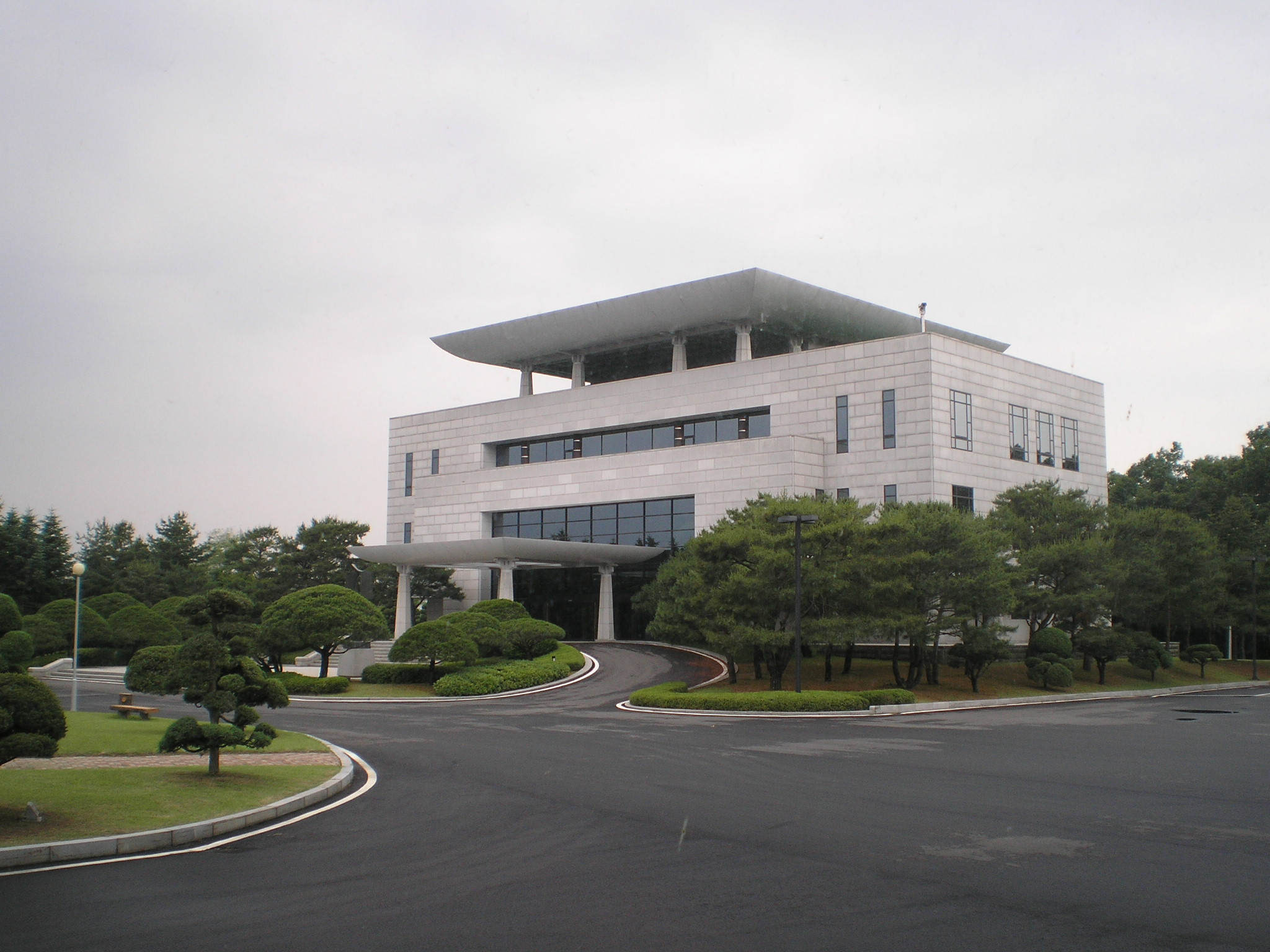
平和の家。2006年6月。
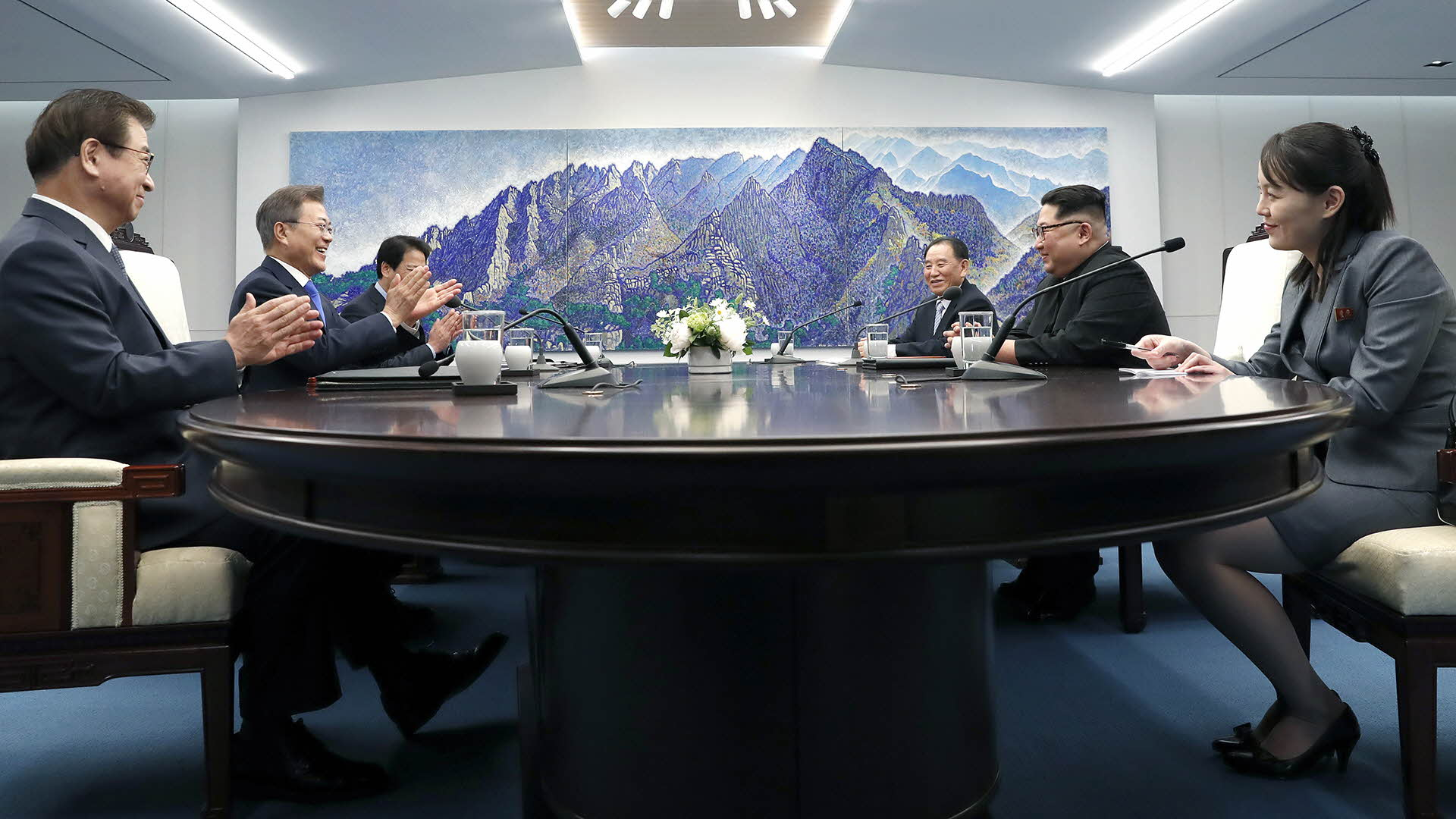
平和の家会談場で行われた2018年南北首脳会談。2018年4月27日。
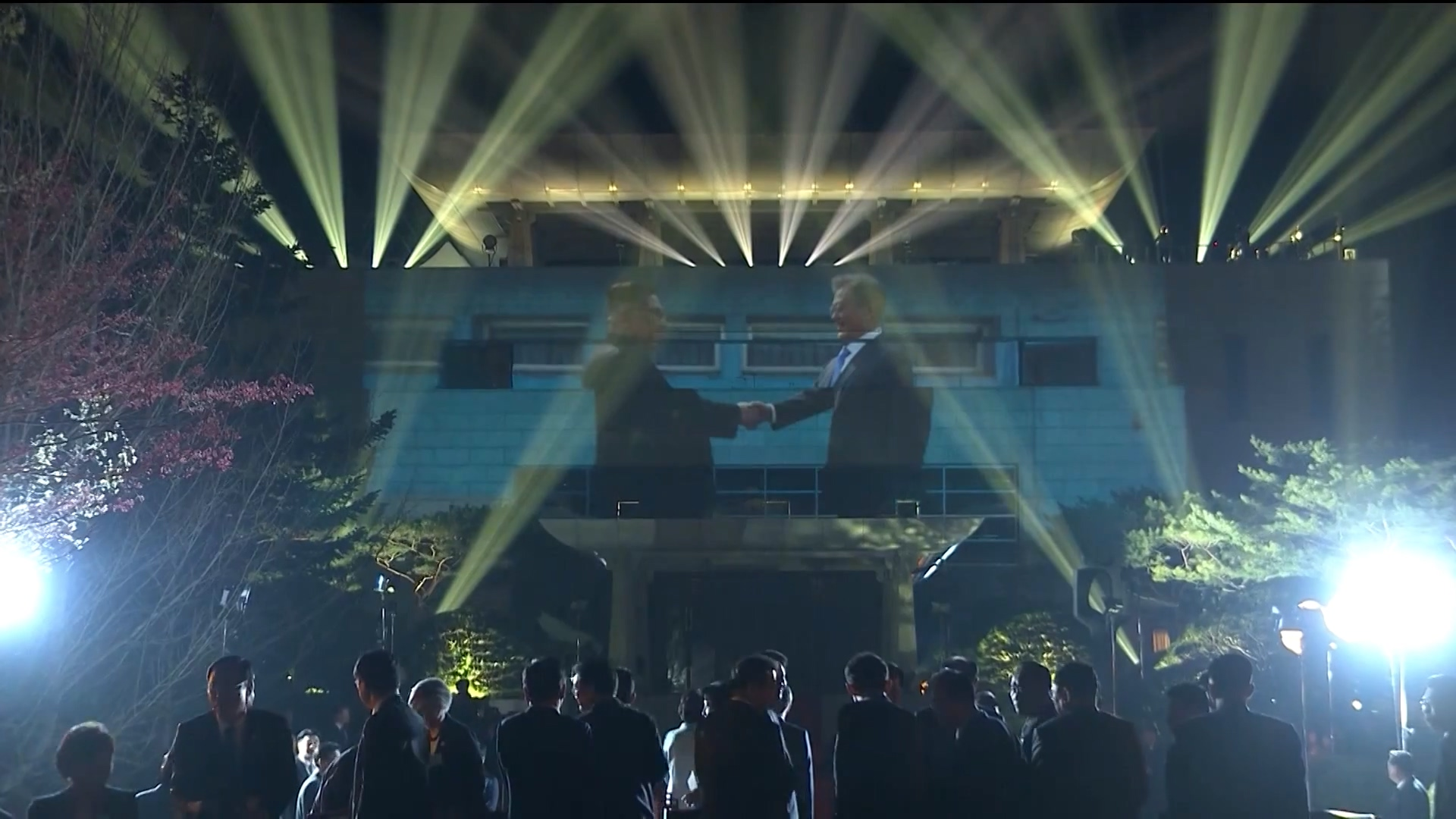
ライトアップされる平和の家。2018年4月27日。